# Starrgölen, Småland
Starrgölen är en sjö i Mönsterås kommun i Småland och ingår i Alsteråns huvudavrinningsområde. Starrgölen ligger i Alsteråns vattensystem Natura 2000-område.